# به مقصد رسیدن
به مقصد رسیدن (به انگلیسی: Getting There) فیلمی ۸۵ دقیقه‌ای به کارگردانی استیو پورسل (کارگردان) با بازی اشلی اولسن، مری کیت اولسن محصول کشور کانادا است.